# Glaine-Montaigut
Glaine-Montaigut település Franciaországban, Puy-de-Dôme megyében. Lakosainak száma 599 fő (2022. január 1.). Glaine-Montaigut Billom, Bongheat, Bort-l’Étang, Égliseneuve-près-Billom, Moissat, Neuville, Ravel és Reignat községekkel határos.

## Népesség
A település népességének változása:
| Lakosok száma | 541  | 557  | 579  | 572  | 579  | 580  | 589  | 593  | 599  |
|               | 2013 | 2015 | 2016 | 2017 | 2018 | 2019 | 2020 | 2021 | 2022 |